# Нескорена (роман)
«Нескорена» (англ. «Divergent») — дебютний роман американської письменниці Вероніки Рот, перша частина однойменної трилогії. Сюжет розгортається в антиутопічній версії Чикаго, де живе розподілене на п'ять фракцій, типів особистостей, суспільство. Вероніка розповідає, що ідея серії народилася ще під час її навчання в коледжі.
Книга була опублікована 5 березня 2011 року видавництвом HarperCollins.

## Сюжет
У світі, де живе Беатріс Прайер, люди діляться на п'ять фракцій, кожна з яких присвячена певній якості людської особистості. Все дуже логічно: щоб об'єднати жителів міста задля виживання, їх ділять на закриті фракції. Ці фракції — Правдолюбство, Альтруїзм, Безстрашність, Товариськість, Ерудиція. Щороку у визначений день підлітки, які досягли 16 років, мають право обрати свій шлях. Від того, що вирішить Беатріс, залежить, чи залишиться вона зі своєю сім'єю або стане тим, ким їй хочеться бути насправді. І дівчина робить вибір, який дивує всіх, в тому числі і її саму — обирає фракцію Безстрашних. Її життя змінюється остаточно і безповоротно. Тепер її основна мета — вижити, довести, що вона гідна бути Безстрашною. Кожен її день — це боротьба з іншими претендентами на ініціювання, але найголовніша битва, звичайно ж, з собою, зі своїми страхами
Все наше життя, так чи інакше, складається з вибору. Те, що ми маємо і яким ми його маємо результат нашого вибору. Колись ми себе запитуємо «Чи правильно я вибрав?», «Чи задоволений я життям?». І якщо відповідь «ні» ми рідко щось змінюємо, тому що пов'язали себе узами, звичками. А можливість порвати ці узи, змінити своїм звичкам називається страх. Ось про це і книга, про страх.
Вона відкрила в собі надзвичайну силу, всього лише вибравши те, що від неї не очікували. Тепер кожен її день — загадка, яку треба розгадати і рухатися далі. Вона намагається жити справжнім, але хіба можна викреслити з пам'яті півжиття. А як інакше? Тріс зрадниця своєї фракції.

## Персонажі
Беатріс Прайер (Тріс) — головна героїня і оповідачка книги. Їй 16 років, наймолодша дитина у родині Ендрю та Наталі Пріор, має старшого брата Калеба. У Тріс блакитні очі, світле волосся та низький зріст. Саркастична, рішуча та самовіддана.
Народилася у Альтруїзмі, але вирішує перейти до фракції Безстрашних, оскільки вважає, що їй не вистачає сили, аби вести життя повністю віддане іншим людям, як заведено у Альтруїзмі.
Змушена приховувати факт того, що є дивергентом. Закохана в Чотири;
Тобіас Ітон (Чотири) — інструктор новачків, що перейшли до Безстрашності;
Крістіна — найкраща подруга Беатріс в Безстрашності. Перейшла із фракції Правдолюбство;
Калеб Прайер — старший брат Беатріс. Народжений в Альтруїзмі, але перейшов до Ерудиції, остільки володів дуже високим інтелектом;
Альберт (Ал) — один із друзів Тріс в Безстрашності. Перейшов із фракції Правдолюбство;
Уїлл — один з друзів Тріс в Безстрашності, перейшов із Ерудиції. Частково застосовував свої знання, допомагаючи Тріс, Крістіні та Алу у складні моменти їхнього життя;
Пітер — ворог Тріс в Безстрашності. Перейшов із Правдолюбства. Ненавидить Тріс, оскільки вона в його очах — сильний суперник, постійно висміює її через те, що вона народжена в Альтруїзмі;
Джанін Мет'юс — лідер фракції Ерудиція;
Ерік — один з лідерів Безстрашності, ворог Чотири. Ініціювався в один рік з Чотири, у списку посів друге місце після нього, через що й виникла ненависть;
Наталі Прайер — мати Тріс та Калеба;
Юрай — народжений в Безстрашності, проходить ініціацію разом з Тріс, її друг.

## Нагороди
Роман «Нескорена» удостоївся численних нагород, зокрема «Sakura Medal Contest», визнаний найкращою книгою 2011 року у конкурсі «2011's Goodreads Choice Awards». Крім того, книга посіла перше місце у «Teens' Top Ten Vote».

## Фільм
У 2013 році кіностудія Summit Entertainment придбала права на екранізацію та розпочала зйомку однойменного фільму, прем'єра якого відбулася 20 березня 2014 року в Україні і 21 березня в США.

## Трилогія
«Нескорена» («Divergent») — 2011 |
«Бунтівниця» («Insurgent») — 2012 |
«Віддана» («Allegiant») — 2013